# Masulipatnam
Masulipatnam (ook wel Machilipatnam of Bandar genoemd) is een stad aan de Indiase Coromandelkust, in de deelstaat Andhra Pradesh. Het is de hoofdstad van het dictrict Krishna.

## Geschiedenis
De stad behoorde tot het rijk van de koning van Golkonda, en is beschreven door Jan Huygen van Linschoten in 1596. De stad is bezocht door Steven van der Hagen. De factorij in de gelijknamige stad was van 1605 tot 1756 het hoofdkantoor van de VOC en was belangrijk voor de inkoop van katoenen stoffen (lijwaden), die in de Indische Archipel of Europa werden verkocht. In 1617 reisde Pieter van den Broecke over land van Suratte naar de handelspost. Ook de Engelsen (sinds 1611), de Denen en de Fransen hadden hier een handelspost. Jacob Haafner verbleef er in 1786.

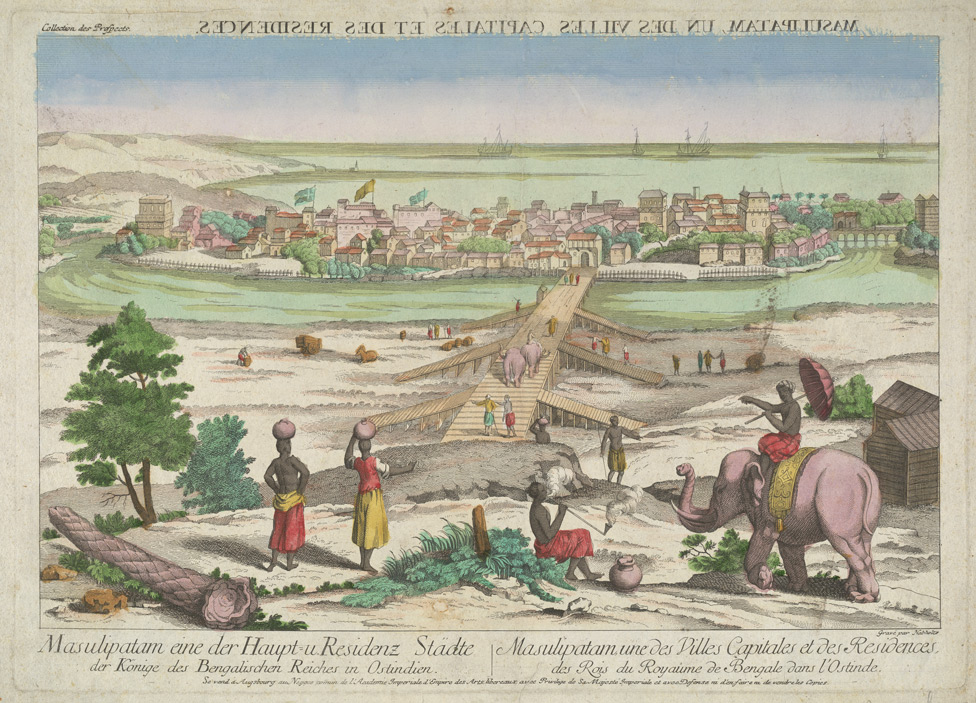
Zicht op in Masulipatnam in 1676